# 립토우스키흐라도크

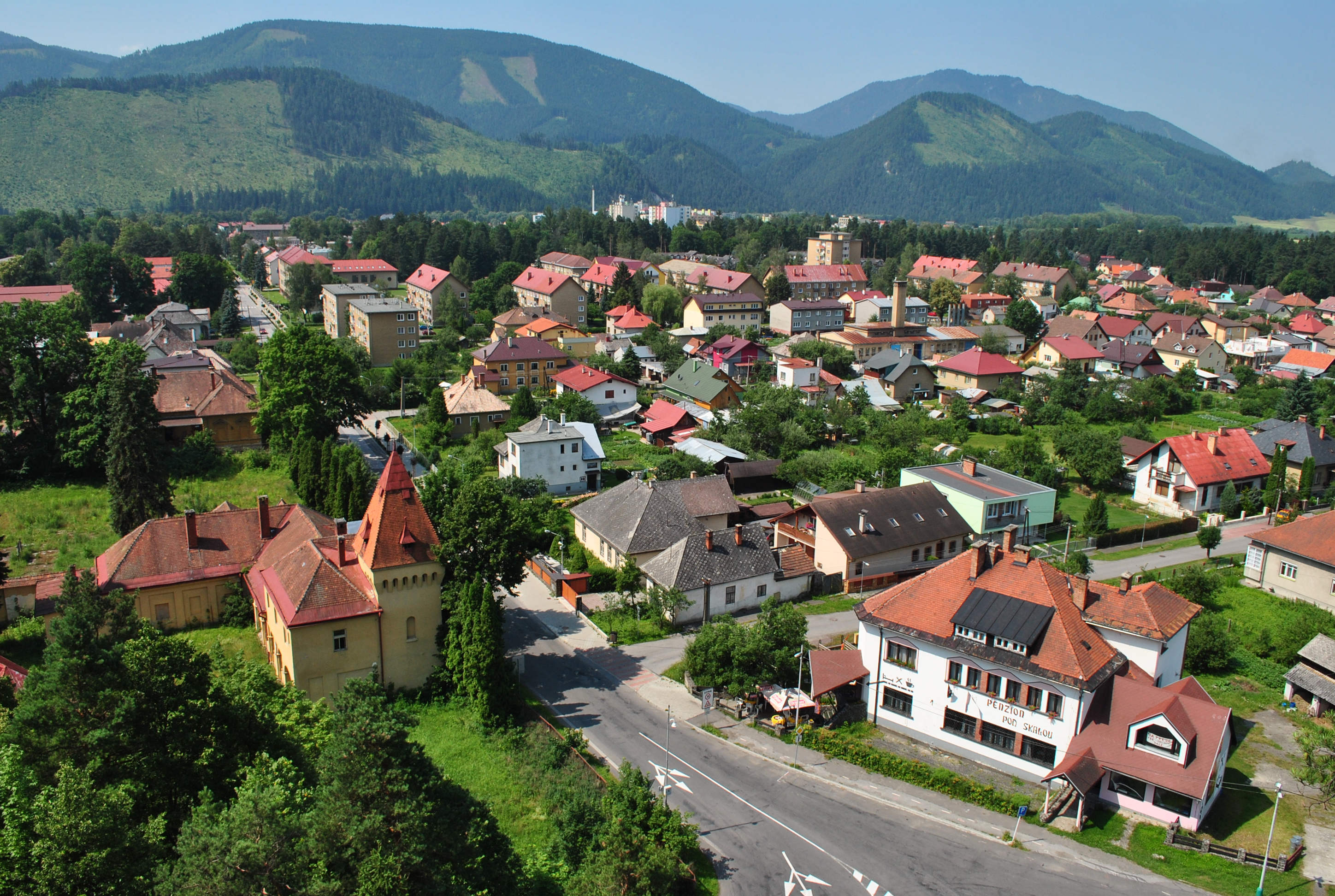
립토우스키흐라도크

립토우스키흐라도크(슬로바키아어: Liptovský Hrádok, 독일어: Neuhäusel in der Liptau 노이호이젤인데어립타우[*], 헝가리어: Liptóújvár 립토우이바르[*])는 슬로바키아 질리나주에 위치한 도시로 면적은 18.23km2, 높이는 637m, 인구는 7,434명(2011년 기준), 인구 밀도는 408명/km2이다. 도시 이름은 슬로바키아어로 "립토우(Liptov) 지방의 작은 성(城)"을 뜻한다.
지리적으로는 립토우(Liptov) 지방에 위치하며 저타트리산맥, 서타트리산맥, 고타트리산맥과 접한다. 바흐강에 의해 형성된 립토우 분지의 중간 지점에 위치한다. 1341년 문헌에 처음 등장했으며 1728년에는 소금 가공 공장이 건설되었다.